# Jerzy Parfiniewicz
Jerzy Parfiniewicz (ur. 13 grudnia 1928 w Warszawie, zm. 7 września 2005 tamże) – polski pisarz, filatelista i publicysta filatelistyczny. Autor kryminalnych powieści milicyjnych.

## Filatelista
Od 1962 członek Polskiego Związku Filatelistów w Warszawie (koło nr 90). W latach 1981–1985 prezes Zarządu Okręgowego warszawskiego PZF. W latach 1981–1986 członek Prezydium Zarządu Głównego PZF, a w latach 1986-1990 członek Zarządu Głównego. Od 2002 członek honorowy PZF. Sędzia konkursowy I klasy. Aktywny na polu wydawniczym. W 1962 założyciel „Warszawskiego Biuletynu Filatelistycznego”, do 1964 redaktor naczelny tego pisma. Autor ponad trzystu artykułów i notatek filatelistycznych. Współautor (z Jerzym Klimą) książki Spotkanie ze znaczkiem (1988).

## Pisarz
Autor powieści milicyjnych:
- Dwa wcielenia mordercy (1974)[2],
- Zbrodnia rodzi zbrodnię (1976)[3],
- Skarb geodety (1977),
- U progu nicości (1983)[4],
- Śmierć nadjechała fiatem (1988)[5].

## Odznaczenia
Otrzymał następujące odznaczenia:
- Złota Odznaka Honorowa PZF,
- Za Zasługi dla Polskiej Filatelistyki (1990),
- Odznaka „Zasłużony Pracownik Łączności”,
- Za Zasługi dla Rozwoju Polskiej Filatelistyki (1975 i 1983),
- Krzyż Kawalerski Orderu Odrodzenia Polski[1].